# Caluromys philander
Caluromys philander là một loài động vật có vú trong họ Didelphidae, bộ Didelphimorphia. Loài này được Linnaeus mô tả năm 1758.

## Hình ảnh

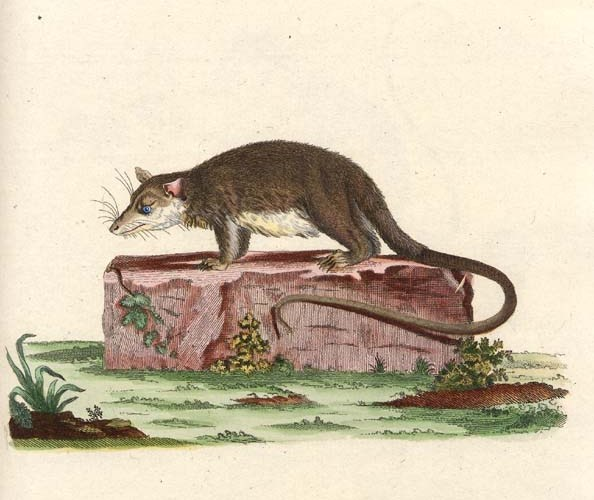
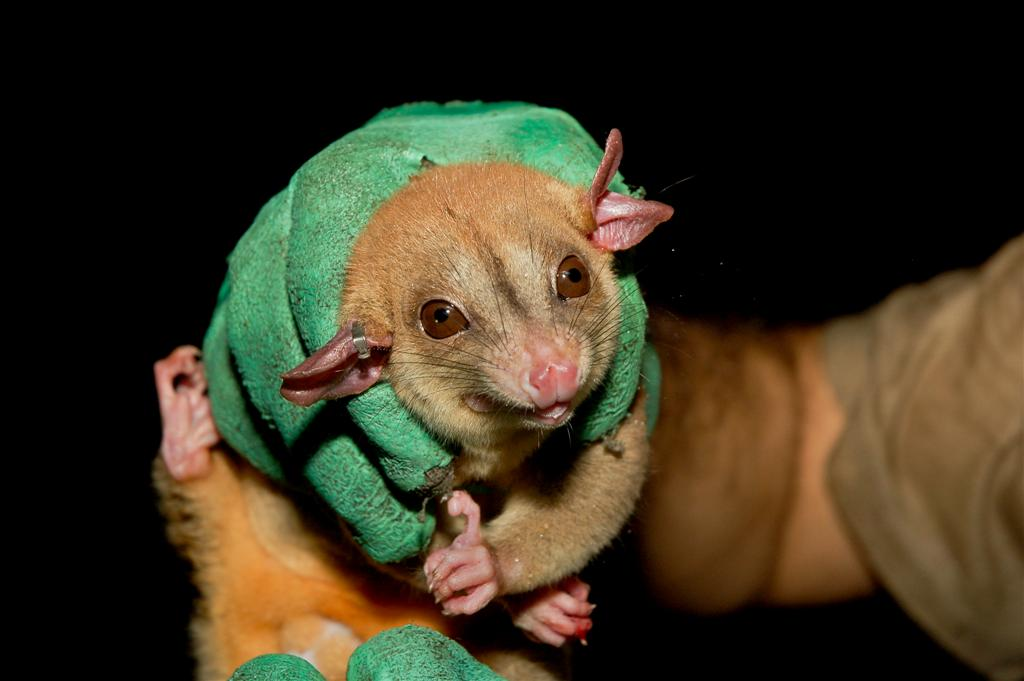